# Lil Bub
Lil Bub (Lillian Bubbles, oficiálně Lil BUB) byla americká kočka, která se proslavila svým jedinečným vzhledem. Byla nejmenší a nejslabší ze svého vrhu a její majitel Mike Bridavsky ji adoptoval, když mu jeho přátelé zavolali a požádali ho, aby jí poskytl domov. První fotografie, na kterých je, byly zveřejněné na serveru Tumblr v listopadu roku 2011, ale byly staženy po sdílení na sociální síti reddit. Stránka "Lil Bub" na Facebooku má přes dva miliony "lajků".[kdy?] Bub byla také hvězdou pořadu Lil Bub & Friendz, dokumentu, který byl poprvé uveden v rámci Tribeca Film Festival 18. srpna 2013 a vyhrál cenu Tribeca Online Festival za nejlepší film.

## Původ a příběh
Lil Bub byla nejmenší a nejslabší kotě z vrhu, který porodila divoká kočka. Narodila se s několika genetickými mutacemi, musela být krmena z lahve a nikdo nestál o to ji adoptovat. Když ji vzal Bridavski poprvé do náruče, oslovil ji "Ahoj Bub!" Jazyk jí neustále visel ven z tlamy, protože měla příliš krátkou dolní čelist a chyběly jí zuby. Tyto problémy jí ale vůbec nebraly chuť k jídlu.
Bub také trpěla poruchou postihující kosti, osteopetrózou, kvůli které musela brát léky. V roce 2012 během natáčení Lil Bub & Friendz měla období, kdy trpěla vážnými zdravotními problémy a specialista z Indianopolis jí diagnostikoval osteopetrózu. Bub byla první kočkou na světě, která se s touto poruchou narodila a odborníci si s ní nevěděli rady. Bridavski se proto začal zabývat alternativními možnostmi léčby, např. reiki, aby se o ni mohl starat. Její krátké nohy a osteopetróza jí ztěžovaly pohyb, ale ona se i přesto směle "kolébala". Bub také hodně cestovala a vibrace z dopravních prostředků jí pomáhaly rozbíjet osteoklast. Na videu z autogramiády Strand Bookstore je vidět, jak Bub dokázala znovu běhat.
Skupina vědců zahájila kampaň na stránce Experiment.com, aby mohli zkoumat Bubin genom. Cílem tohoto projektu bylo lépe porozumět jedinečnému vzhledu této kočky, např. vyššímu počtu prstů na tlapkách. Tato kampaň dosáhla svého finančního cíle 25. května 2015.
Bridavski také prodával celou řadu reklamních předmětů, jako třeba plyšové hračky, hrnky nebo třeba tašky s dlouhými uchy, a značná část zisku šla zvířecím útulkům. Bridavski má přístup "po nikom nikdy nic nechtít" a rozhodl se tedy nepodepsat smlouvu s talentovým agentem Benem Lashesem, mezi jehož klienty patří třeba Grumpy Cat. Kniha Lil Bub’s Lil Book: The Extraordinary Life of the Most Amazing Cat on the Planet byla vydána 3. září 2013. Urban Outfitters prodával kalendář Lil Bub 2014 a další exkluzivní reklamní předměty. Books-A-Million prodával její knihu.

## Setkání s Lil Bub
Lil Bub a Bridavski pořádali setkání ve zvířecích útulcích v jejich domovském městě Bloomington i po celé zemi. Navštívili třeba PSPCA ve Filadelfii, Brooklyn Animal Resource Coalition a Social Tees v New Yorku, SPCA v Los Angeles a Oregon Humane Society v Portlandu v Oregonu. Útulky získali dary a podíl z prodeje reklamních výrobků.
Lil Bub byla součástí PETA kampaně na podporu kastrace domácích zvířat.
Potkala se také s Grumpy Cat na druhém každoročním festivalu Cat Video Film Festival. Autogramiáda její nové knihy proběhla 5. září 2013 ve Strand Books. Spolu se svým majitelem Mikem Bridavskim také 10. září 2013 uspořádala akci "Ask Me Anything" na redditu, kde se mohli lidé ptát na nejrůznější věci, které je o Lil Bub zajímají. 10. října téhož roku Lil Bub uspořádala setkání v Urban Outfits ve prospěch Best Friends Animal Society a Tree House Humane Society. Pro Tree House Humane Society se díky promítání filmu Lil Bub & Friendz v koncertní síni Metro Chicago vybralo 1800 dolarů.

## Lil Bub v médiích
Bub se objevila v pořadu Good Morning America v srpnu 2012. Pořídila také sérií fotografií pro Bulletin Magazine v říjnu 2012. Vyšel o ní i zvláštní článek v časopisu Bloom Magazine v čísle prosinec 2012/leden 2013. V dubnu 2013 se také objevila v pořadech Today a The View. Na YouTube účinkovala v pořadu Big Live Comedy Show s Jackem McBrayerem a herci z Workaholics. Objevila se také v jedné epizodě Meme'd na stránce Pet Collective.V září 2014 udělala Lil Bub rozhovor s Davidem Yowem z The Jesus Lizard pro The A.V. Club.

## Lil Bub & Friendz
Lil Bub je hvězdou dokumentu Lil Bub & Friendz, který natočili Andy Capper a Juliette Eisnerová a měl premiéru na festivalu Tribeca Film Festival 18. srpna 2013. Spolu s Bub v něm hrají také Keyboard Cat, Nyan Cat a Grumpy Cat. Capper a Eisnerová se rozhodli natočit o Lil Bub celovečerní dokument poté, co ji v roce 2012 viděli v Minneapolisu na Internet Cat Video Film Festival. Lil Bub & Friendz vyhrál cenu Tribeca Online Festival Best Feature Film.
Lil Bub, Bridavski, Capper a Eisnerová se zúčastnili promítání Tribeca Drive-in v autokině u Světového finančního centra (Brookfield Place) 20. dubna 2013. Poté Bub pořádala akci, kde ji lidé mohli fotografovat a mazlit se s ní. Spoluředitel festivalu Robert De Niro se potkal s Bub na obědě pro režiséry 23. dubna poté, co další ředitelka Jane Rosenthalová zavtipkovala pro The Hollywood Reporter: "Pořád opakuji, že Lil Bub se musí potkat s Velkým Bobem."

## Lil BUB’s Big SHOW
Na její druhé narozeniny 21. června 2013 bylo oznámeno, že Lil Bub bude hvězdou online seriálu Lil Bub's Big SHOW na Revision3. Bridavski si vybral tento kanál pro jeho spojení s Discovery Communications a Animal Planet. Bridavski sám psal scénáře a měl plnou kontrolu nad výslednými videi. Formát talk show je možný díky tomu, že se odpovědi hostů nahrávají zvlášť. Bridavski jim klade otázky a jejich odpovědi jsou poté sestříhány s Bubiným mňoukáním doplněným titulky. Jejím prvním hostem byla Whoopi Goldbergová a Bub tuto epizodu končila představením útulku Tabby's Place, který se stará o postižené kočky. Tento díl byl vysílán 3. září 2013. Druhá epizoda byla vysílána 17. září téhož roku a hlavní roli zde hrálo morče Little Prince (Malý princ). Ve třetím díle, který byl vysílán 17. října, byl hostem Steve Albini. V dalších epizodách se objevili Kelley Dealová, Tyrannosaurus Sue a Nordic Thunder. Tyto epizody byly vysílán v průběhu října a listopadu 2013. V dalších dílech se objevovali hosté z nejrůznějších oblastí.